# Vida religiosa
Vida religiosa es un concepto del cristianismo, que se aplica al ideal de vida que debe llevar un cristiano en su aspecto espiritual. En el contexto de la literatura religiosa cristiana tiene ese sentido específico, y no se suele aplicar a la forma de vivir la religión en otras creencias.
A diferencia del protestantismo, donde el concepto de sacerdocio universal matiza mucho las diferencias entre clérigos y seglares; en el catolicismo se distingue nítidamente entre la vida religiosa que puede llevar un seglar y la que puede llevar un miembro del clero (por ejemplo, en cuanto al celibato o los votos) así como los conceptos de vida monástica y vida consagrada, que el protestantismo rechaza. El anglicanismo tiene una postura intermedia entre ambas.